# Ukrzyżowanie Jezusa Chrystusa
Ukrzyżowanie Jezusa Chrystusa – najważniejsze, obok zmartwychwstania Jezusa Chrystusa, wydarzenie opisane w Nowym Testamencie, dotyczące ukrzyżowania Jezusa Chrystusa. W chrześcijaństwie jest uważane za wydarzenie o charakterze zbawczym i stanowi (obok zmartwychwstania) główny temat nauki o odkupieniu.

## Data
Istnieje konsensus, że śmierć Jezusa nastąpiła w piątek. Nieustalona jest natomiast dokładna data śmierci Jezusa – szacunki wahają się pomiędzy 27 a 33 rokiem. Problematyczne jest również ustalenie, czy śmierć Jezusa nastąpiła w święto Paschy, czy też w jego przeddzień, a więc 15 czy 14 nisan. Za pierwszą datą przemawia relacja synoptyków, które utożsamiają Ostatnią Wieczerzę Jezusa z ucztą paschalną, za drugą relacja Ewangelii Jana, zgodnie z którą śmierć Jezusa nastąpiła podczas zabijania baranków paschalnych w świątyni. Oba ujęcia mają motywacje teologiczne, dlatego nie można w sposób przesądzający ustalić wiarygodności chronologii. Joachim Gnilka opowiada się za relacją synoptyków, z kolei Walter Kasper i Ferdinand Hahn uważają chronologię Ewangelii Jana za bardziej wiarygodną. Sprzeczność próbowano usunąć, powołując się na istnienie dwóch kalendarzy – słonecznego używanego przez wspólnotę z Qumran, do którego stosować miał się Jezus, obchodząc święto Paschy, oraz księżycowego stosowanego przez kapłanów, do którego odnosić miał się autor Ewangelii Jana. Jako pierwsza takie rozwiązanie zaproponowała Annie Jaubert. Zarówno Joachim Gnilka, jak i Ferdinand Hahn uważają to rozwiązanie za niewiarygodne. Przede wszystkim nie ma dowodów przynależności Jezusa do wspólnoty esseńczyków. Rytualne ubicie baranka paschalnego w świątyni nie byłoby natomiast możliwe poza datą przewidzianą przez kapłanów (Joachim Gnilka odrzuca twierdzenie, jakoby możliwe było zabijanie baranków przez esseńczyków w ich własnym terminie).
Datę dzienną według współczesnego kalendarza próbowano ustalić na podstawie danych astronomicznych. Przyjmując wiarygodność chronologii Ewangelii Jana, śmierć Jezusa datowano na 7 kwietnia 30 roku lub 3 kwietnia 33 roku (w obu wypadkach był to piątek). Wenancjusz Domagała, opowiadając się za późniejszą datą, wskazuje, że według Ewangelii Jana działalność Jezusa miała trwać co najmniej trzy lata od chwili wystąpienia Jana Chrzciciela w 28 roku. Jednak relacja synoptyków zdaje się sugerować, że publiczna działalność Jezusa trwała zaledwie rok. Joachim Gnilka uważa trzyletni okres działalności Jezusa za niewiarygodny. Dodatkowo obliczenia astronomiczne są niepewne z uwagi na możliwość niedokładności określania nowiu księżyca przez kapłanów, a także możliwość dodania miesiąca przestępnego przed miesiąc nisan w przypadku opóźnienia zbiorów jęczmienia lub wystąpienia trudnych warunków drogowych utrudniających dojazd pielgrzymów.

### Hipoteza o ukrzyżowaniu w czwartek
Niektórzy badacze uważają, że ukrzyżowanie Jezusa miało miejsce w czwartek około godziny 15:00, , ponieważ spełnia następujące kryteria Biblijne:
1. Trzy dni i trzy noce w grobie: W Ewangelii Mateusza (Mt 12:40) Jezus mówi:"Jak bowiem Jonasz był w brzuchu wielkiej ryby trzy dni i trzy noce, tak Syn Człowieczy będzie w sercu ziemi trzy dni i trzy noce."[14]Interpretacja ukrzyżowania w czwartek pozwala na pełne trzy dni i trzy noce między śmiercią a zmartwychwstaniem.
2. Użycie liczby mnogiej "szabatów" w Mt 28:1: Dosłowne tłumaczenie brzmi:"Po szabatach, o świcie pierwszego dnia tygodnia, przyszła Maria Magdalena i druga Maria, aby obejrzeć grób."[15]Użycie liczby mnogiej "szabatów" sugeruje występowanie więcej niż jednego szabatu w tym okresie, co może wskazywać najpierw na szabat świąteczny (Paschy), w piątek oraz regularny szabat tygodniowy w sobotę.Pascha mogła wypaść w dowolny dzień tygodnia.
3. Ukrzyżowanie w dniu przygotowania Paschy: W Ewangelii Jana (Jn 19:14 oraz Jn 19:31) jest mowa o ukrzyżowaniu w dniu przygotowania Paschy. Jn: 19:14 "A był to dzień Przygotowania Paschy, około godziny szóstej. I powiedział do Żydów: Oto wasz król!"[16]  Wj 12:3-6 "(...)Dziesiątego dnia tego miesiąca niech się każdy postara o baranka dla rodziny, o baranka dla domu.(...) Będziecie go strzec aż do czternastego dnia tego miesiąca, a wtedy zabije go całe zgromadzenie Izraela o zmierzchu" [17]Zgodnie z Księgą Wyjścia (Wj 12:3-6) 14 dzień miesiąca Nisan, przed wieczerzą paschalną, był dniem zabijania baranka paschalnego.
4. "Wielki dzień szabatu": W Ewangelii Jana (19:31) wspomniany jest "wielki dzień szabatu":"Ponieważ był to dzień Przygotowania, aby ciała nie pozostawały na krzyżu w szabat (bo ten dzień szabatu był wielkim dniem), prosili więc Żydzi Piłata, aby im połamano nogi i zabrano ich."[18]Oznacza to, że piątek po ukrzyżowaniu mógł być szabatem świątecznym (15 Nisan), a sobota była regularnym szabatem tygodniowym. W oba te dni nie można było wykonywać żadnej pracy, dlatego kobiety mogły pójść do grobu, aby dopełnić procedurę namaszczenia dopiero w niedzielę rano[19][20][21][22]. Jezus został natomiast według Ewangelii Jana (19:42) pochowany tuż przed nastaniem szabatu, w pośpiechu, bez dopełnienia pełnych obrzędów pogrzebowych.[23]
5. Wypełnienie Prawa i Proroków oraz symbolika Paschy: Jezus Chrystus jako Baranek Boży wypełnił proroctwa i przepisy dotyczące świąt wiosennych.[24][25] Według Bożych wytycznych zapisanych w Księdze Wyjścia (Wj 12:3-6) Żydzi mieli wziąć 10 dnia Nisan baranka bez skazy do domu na ofiarę składaną 14 dnia Nisan[26]. Jezus, jako Baranek Boży, 10 dnia miesiąca Nisan (Niedziela Palmowa), wjechał do "swojego domu", czyli do Jerozolimy, a następnie wszedł do Świątyni, gdzie rozgonił kupujących[27] (którzy pilnie nabywali baranki na święto)[28]. Cztery dni później, dnia 14 Nisan, w czwartek, został ukrzyżowany.

## Fotogaleria

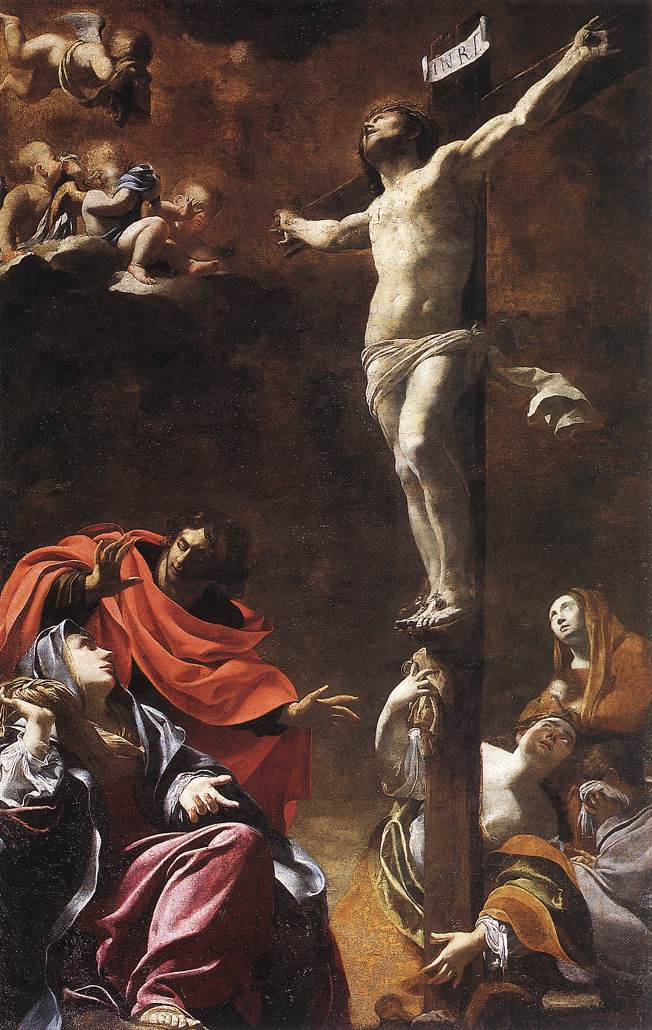
Obraz Simona Voueta (1622).
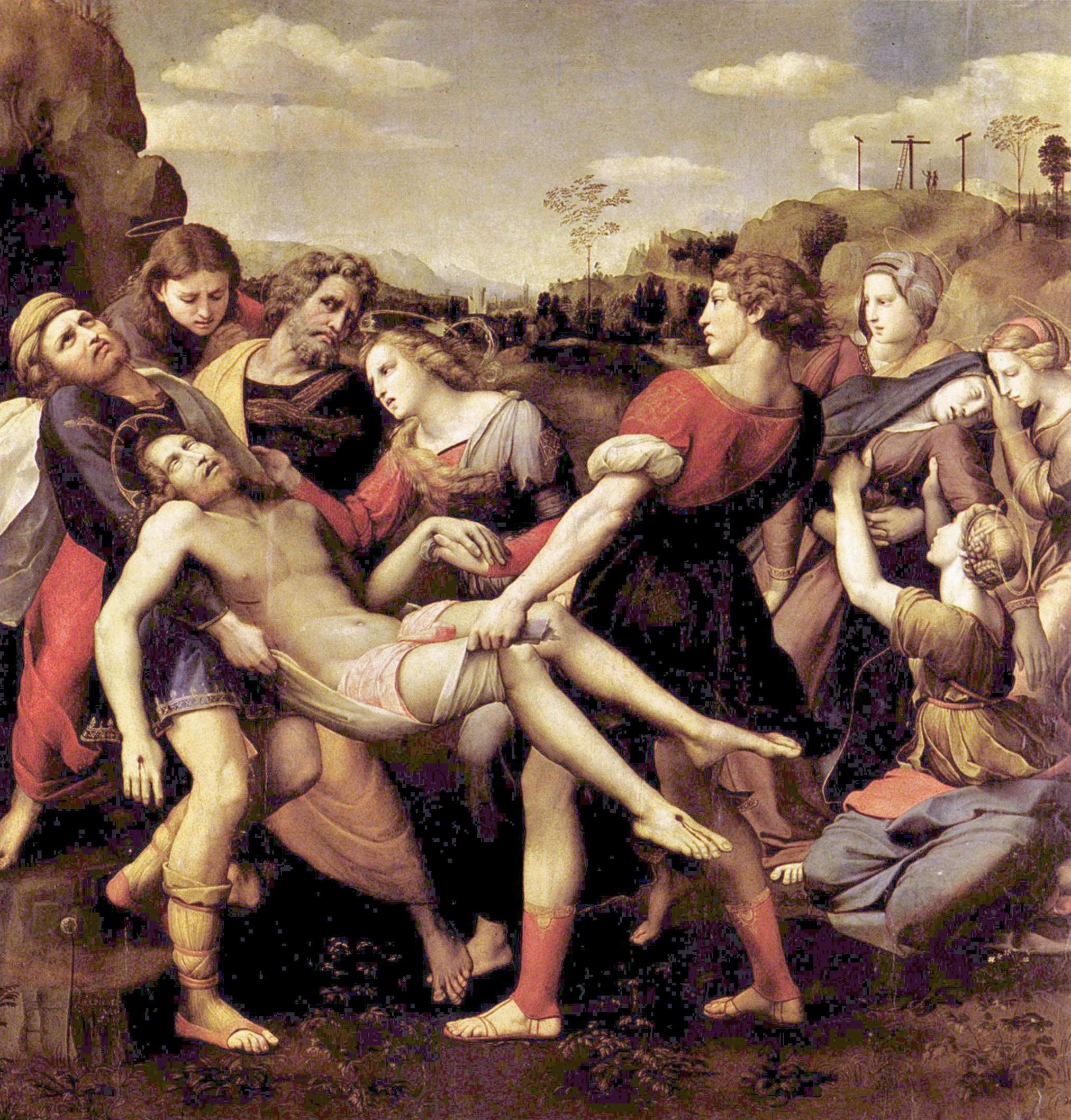
Obraz Rafaela Santi.
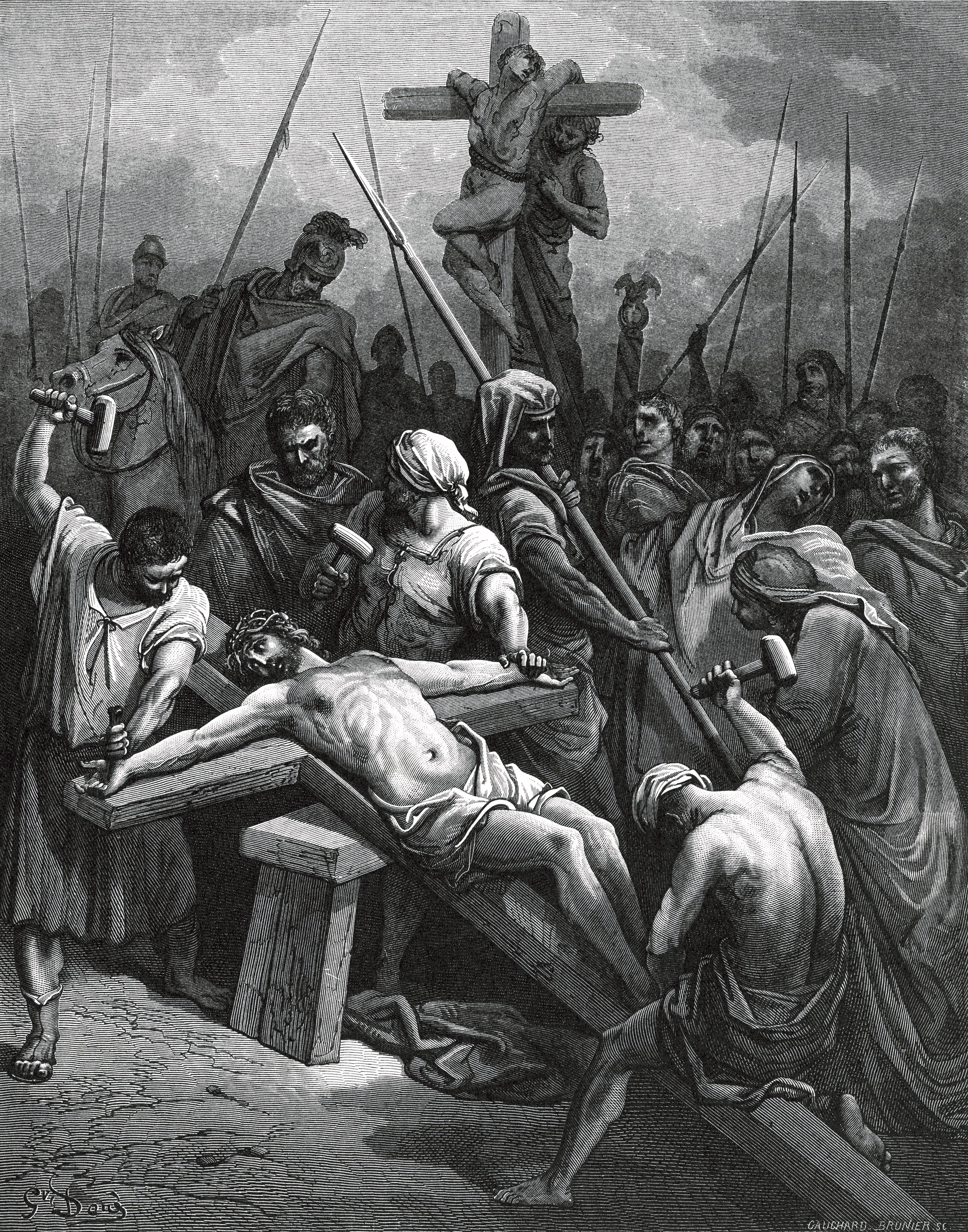
Ilustracja z Biblii (1866) – drzeworyt Gustave’a Doréga.
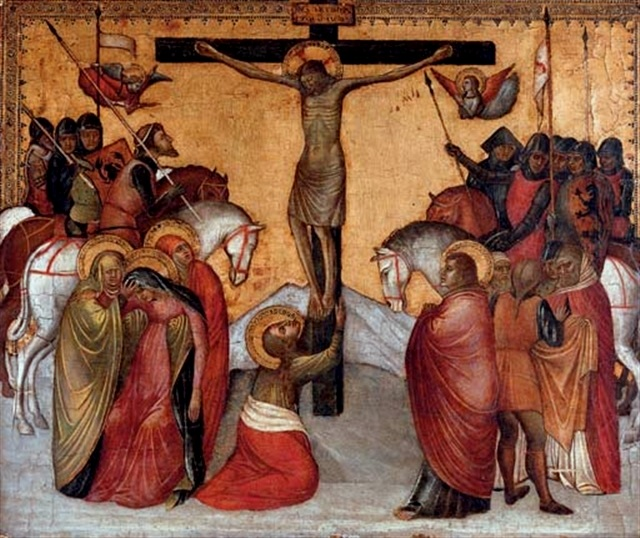
Obraz na złocie Jacobella Alberegno (1375-1397)
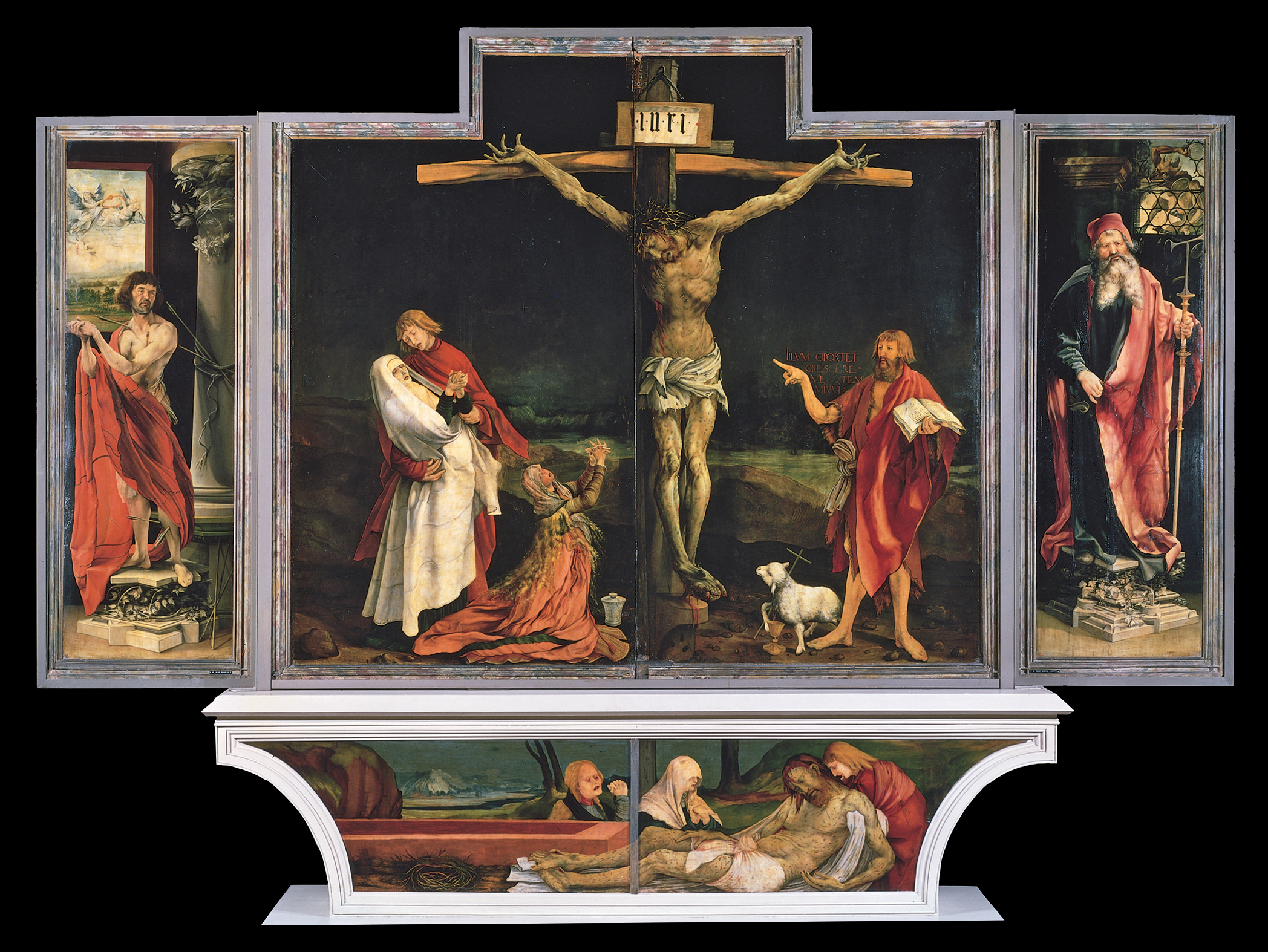
Ołtarz z Isenheim, Matthias Grünewald i Nikolaus Hagenauer (ok. 1506-15)
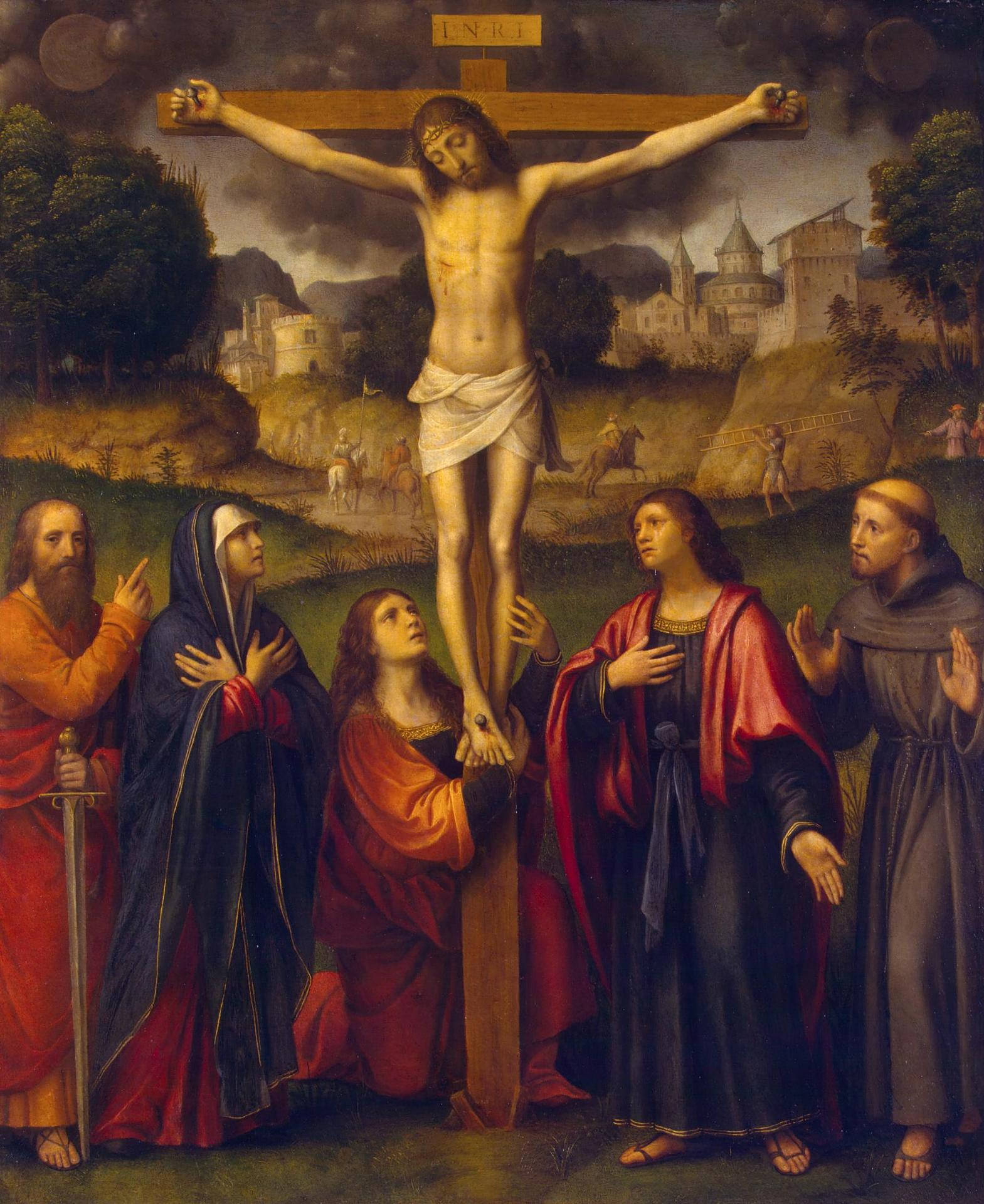
Scena ukrzyżowania, Bernardino Luini (ok. 1530)
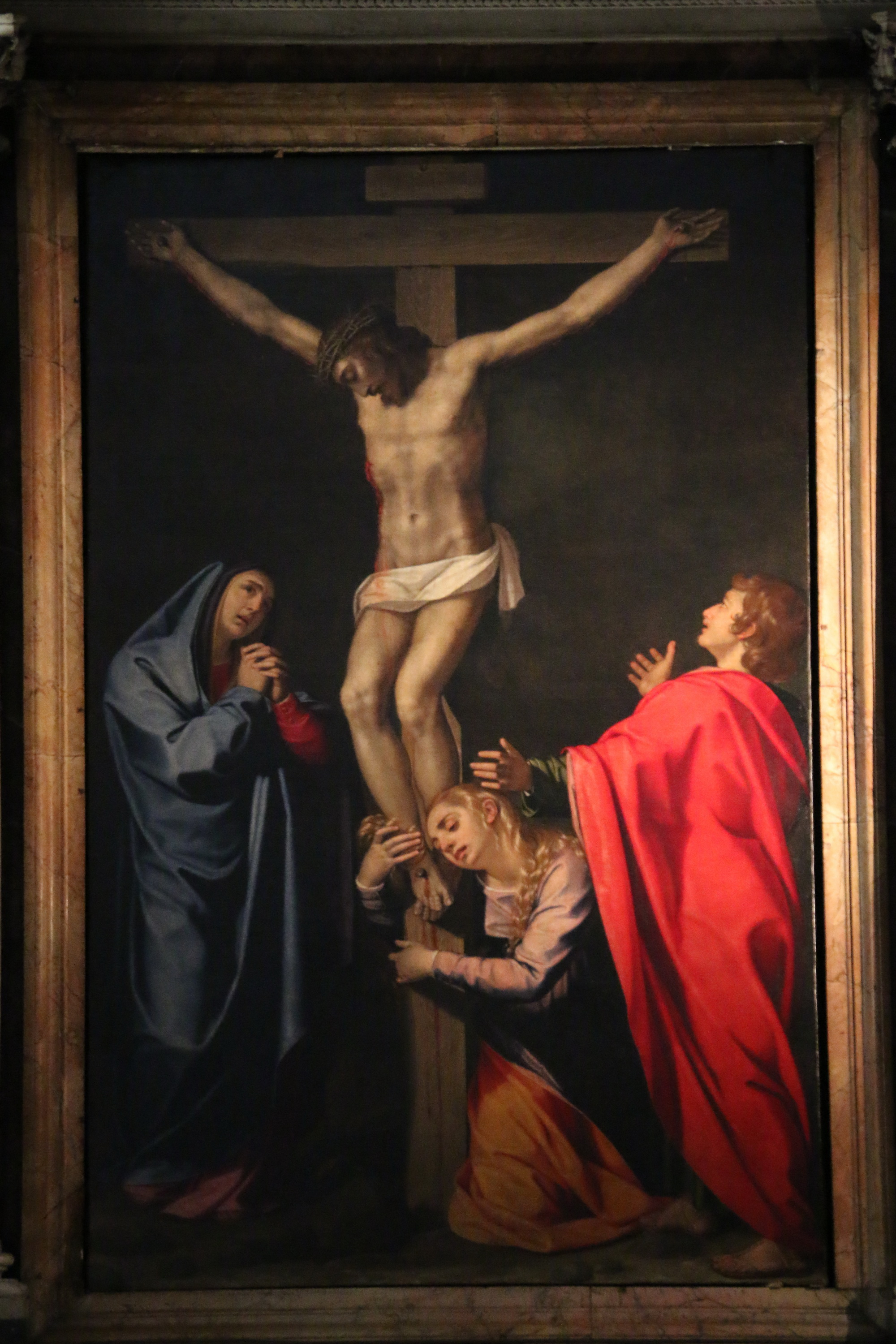
Ukrzyżowanie, Scipione Pulzone (1586)
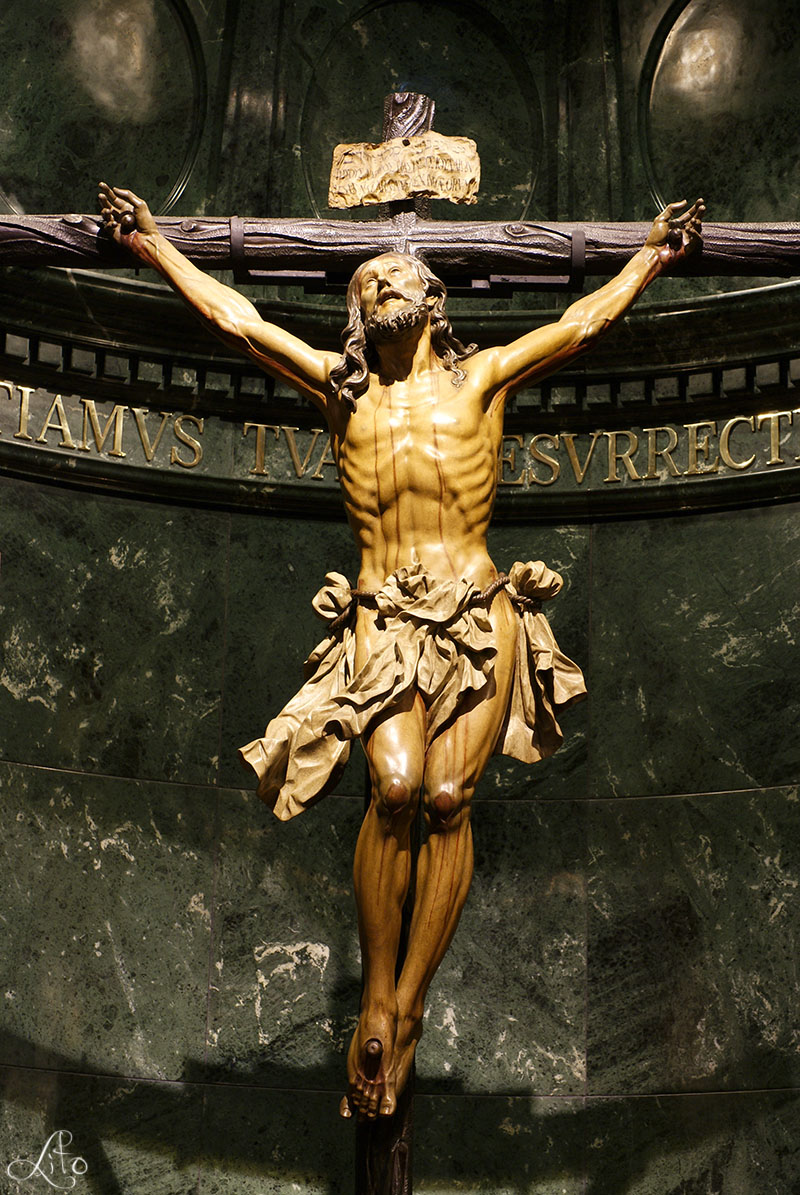
Obraz Francisco Ruiz Gijón (1682)
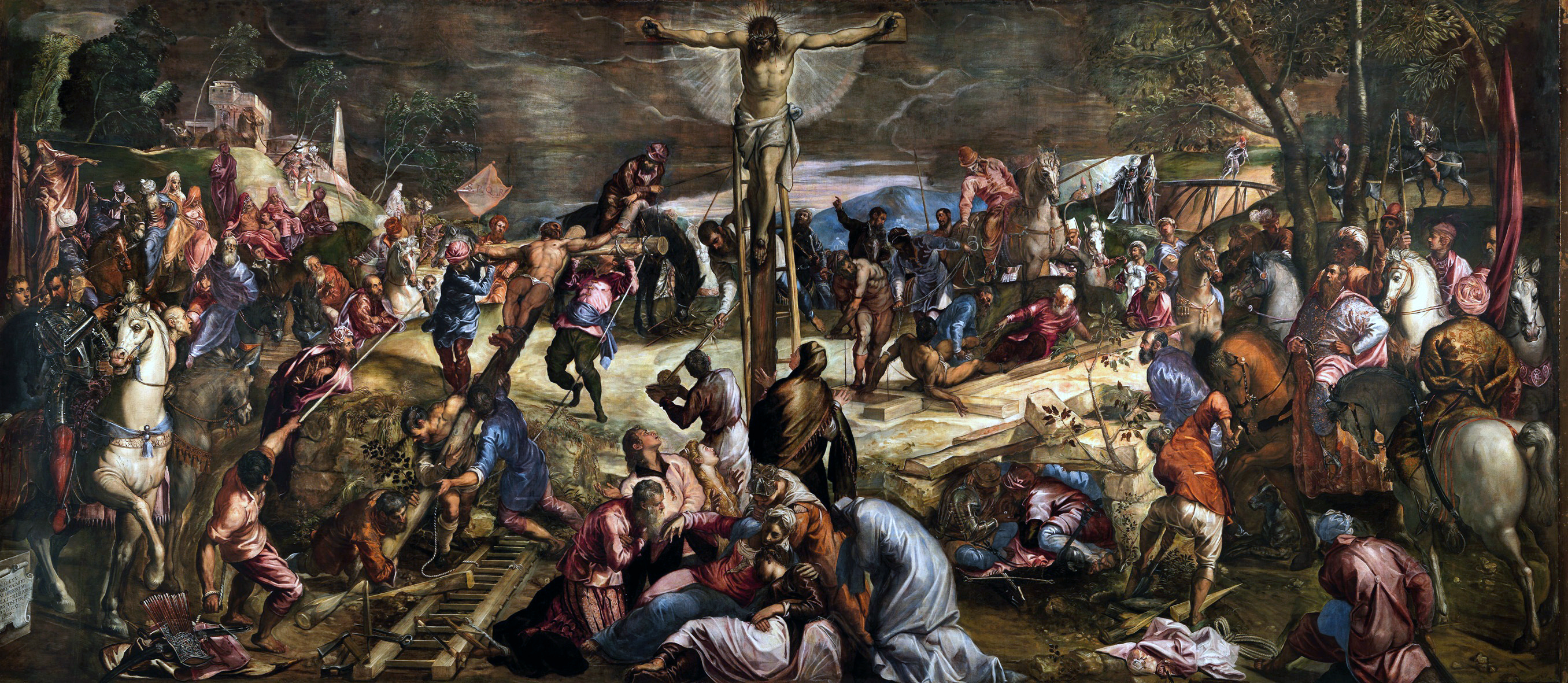
Jacopo Tintoretto, Ukrzyżowanie, 1565

Miało miejsce na szczycie góry zwanej Golgotą (gr. Γολγοθᾶ, aram. גלגלתא – Gulgalta, w tłum. łac. Calvaria, co znaczy "czaszka") położonej nieopodal Jerozolimy, gdzie zwyczajowo dokonywano egzekucji na skazańcach. Informacje o ukrzyżowaniu zawarte są w czterech Ewangeliach. Wszyscy ewangeliści podają bardzo szczegółowe okoliczności tego wydarzenia. Jezus Chrystus, którego chrześcijanie uważają za Syna Bożego oraz Mesjasza, został aresztowany, osądzony i skazany przez Poncjusza Piłata na śmierć przez ukrzyżowanie. Ostatnie 12 godzin życia Chrystusa, poprzedzające jego śmierć na krzyżu, określane jako Pasja, są bardzo wnikliwie opisane w Ewangelii. Okres ten nazywany jest męką Pańską, a jego ramy czasowe zakreślają dwa wydarzenia – nocne pojmanie Jezusa w ogrodzie Getsemani oraz śmierć na krzyżu na jerozolimskim wzgórzu zwanym Golgotą. Jest to wydarzenie historyczne – potwierdzone również w wielu źródłach niechrześcijańskich.

## Okoliczności śmierci Jezusa Chrystusa
Ewangelie opisują dokładne okoliczności śmierci Jezusa Chrystusa, m.in. wskazując godzinę. 

A o godzinie szóstej ciemności ogarnęły ziemię (i trwały) aż do godziny dziewiątej. O godzinie dziewiątej Jezus zawołał wielkim głosem: Eloi, Eloi, lamma sabachtani! To znaczy: Boże mój, Boże mój, czemuś Mnie opuścił. A niektórzy spośród stojących tam słysząc te słowa, mówili: Oto Eliasza woła.
Potem podbiegł ktoś, nasycił octem gąbkę i umocowawszy ją na trzcinie, podał Mu do picia, mówiąc przy tym: Poczekajcie, zobaczymy, czy przyjdzie Eliasz, żeby Go zdjąć (z krzyża). A Jezus, zawoławszy donośnym głosem, skonał. Wtedy zasłona w świątyni rozdarła się na dwie części — od góry aż do dołu.
A setnik, który stał naprzeciw, widząc, że tak skonał, rzekł: Ten Człowiek był naprawdę Synem Bożym 

Przed śmiercią Jezus wypowiedział siedem krótkich zdań, które nazywane są "siedmioma mowami Jezusa na krzyżu". Mowy te znajdują się w czterech Ewangeliach.
Od starożytności trwa dysputa, jak interpretować ciemności i zanik światła wspomniane m.in. przez Flegona z Tralles. Pisarze tacy jak Augustyn z Hippony uważali je za wydarzenie cudowne, a nie naturalne, gdyż naturalne zaćmienia słońca występują podczas nowiu, a nie pełni księżyca, w okolicach której przypada święto Paschy (O Państwie Bożym, III,15).

## Złożenie do grobu

Przekrój Golgoty z uwzględnieniem Krzyża i Grobu Jezusa

O zmierzchu Józef z Arymatei i Nikodem pochowali ciało Jezusa. Owinęli je w płótno i złożyli w grobowcu, który był wykuty w skale. Grób przykryli potężnym kamieniem.

## Proroctwa na temat ukrzyżowania Jezusa Chrystusa
Zgodnie z teologią chrześcijańską ukrzyżowanie Jezusa Chrystusa zapowiada już starotestamentowa Księga Izajasza 53,4-12, gdzie stwierdzone jest też jego zbawcze znaczenie. Do tego wydarzenia odnoszony jest również Psalm 22, którego autorstwo tradycyjnie przypisywano królowi Dawidowi. Także Jezus zapowiedział swoją mękę i śmierć oraz przypisywał jej znaczenie zbawcze (przeciwne poglądy biblistów takich jak Rudolf Bultmann czy Willi Marxsen są obecnie odrzucane). Mimo to apostołowie wówczas nie bardzo rozumieli nie tylko znaczenia śmierci, ale i cierpienia. Myśleli o Mesjaszu bardziej jako o królu ziemskim.